# Prison de Maze
 (mai 2022).
Si vous disposez d'ouvrages ou d'articles de référence ou si vous connaissez des sites web de qualité traitant du thème abordé ici, merci de compléter l'article en donnant les références utiles à sa vérifiabilité et en les liant à la section « Notes et références ».
Pour les articles homonymes, voir Maze.
HM Prison Maze
La prison de Maze (en anglais : HM Prison Maze) est une ancienne prison britannique située dans la localité homonyme (en) du comté de Down en Irlande du Nord. Connue sous le nom de Long Kesh, The Maze et The H Blocks, cet établissement a fait partie intégrante de l'histoire irlandaise, notamment lors de la grève de la faim de 1981 au cours de laquelle Bobby Sands est décédé après 66 jours de jeûne. Le film Hunger de Steve McQueen relate l'histoire qui s'y est déroulée.

## Histoire
Ouverte le 9 août 1971 pour une capacité de 924 places, elle accueillit le 5 décembre 1975 jusqu'à 1 981 détenus : 1 874 nationalistes irlandais catholiques (94,6 % de la population carcérale) contre 107 Loyalistes d'Ulster protestants (5,4 %).
En 1983, une importante évasion y a eu lieu.
Des travaux de démolition ont commencé en octobre 2006 pour permettre la construction d'un stade de 45 000 places. En 2013, le projet a dû être abandonné en raison d'un manque de soutien.

## Événements notables
En 1981, à la suite de la décision du gouvernement de Margaret Thatcher de supprimer le statut de prisonnier politique accordé aux détenus, un groupe de 10 détenus, parmi lesquels Bobby Sands, décide de mener une grève de la faim . Cette grève se solde par la mort des grévistes et l'inflexibilité du gouvernement britannique sur la question nord-irlandaise mais entraîne néanmoins une importante mobilisation populaire avec plus de 100 000 personnes participant au cortège funèbre de Sands.